# 留萌消防組合
留萌消防組合（るもいしょうぼうくみあい、英語：Rumoi Fire Department ）は、地方自治法の規定により消防の事務を共同処理するために組織された一部事務組合で、消防組織法の規定により設けられた北海道留萌地方南部の消防機関（消防本部）である。

## 管轄区域
- 留萌市
- 留萌郡
  - 小平町 ‐（留萌振興局管内）

## 沿革
- 1974年（昭和49年）4月：留萌消防組合を組織

## 組織
- 管理者 - 副管理者
- 消防長
  - 消防本部（留萌市）
    - 総務課

  - 留萌消防署
    - 消防課
    - 予防課

  - 小平消防署
    - 管理課
    - 消防課
    - 鬼鹿支署

## 消防車両
「消防機械器具配置状況」を参照
- 化学消防ポンプ自動車：2台
- 水槽付消防ポンプ自動車：3台
- 大型水槽車：2台
- 梯子車：1台
- 救助工作車：1台
- 救急自動車：4台
- その他：11台

## 消防署
| 消防署     | 住所                       | 支署                                    |
| ---------- | -------------------------- | --------------------------------------- |
| 留萌消防署 | 留萌市高砂町3丁目6番11号   | なし                                    |
| 小平消防署 | 留萌郡小平町字小平397番地9 | 鬼鹿支署：留萌郡小平町鬼鹿港町25番地138 |

## その他
留萌市の南側に隣接する増毛町は、単独で消防本部（増毛町消防本部）を運営しているが、2028年度に留萌消防組合に加入する動きがある。
- 2025年（令和7年）5月27日 - 留萌消防組合に増毛町が加わる消防広域化に向けた推進会議が、留萌消防組合本部で開催された。会議では新たに「留萌消防組合・増毛町消防広域化協議会」（関係副市町長および両消防長で構成する任意組織）を立ち上げた。協議会設置後の第1回会議では広域化方式は一部事務組合として、留萌消防組合に増毛町消防本部が加入後に増毛消防署とする、2028年度（令和10年度）中の広域化実現に向けて話し合いを進めていくことを決めた[3]。